# Martin Knight (squash)
Pour les articles homonymes, voir Knight.
Martin Knight, né le 28 décembre 1983 à Wellington, est un joueur professionnel de squash représentant la Nouvelle-Zélande. Il atteint en mars 2010 la 38e place mondiale sur le circuit international, son meilleur classement. Il est champion de Nouvelle-Zélande à trois reprises.
Il prend sa retraite en février 2017 et devient l'entraineur de l'équipe de squash de la Colombie.

## Palmarès

### Titres
- Open de Charlottesville : 2013
- Championnat de Nouvelle-Zélande : 3 titres (2011, 2013, 2014)